# Ledvice
Ledvice – miasto w Czechach, w kraju usteckim.
Według danych z 1 stycznia 2024, liczba mieszkańców miasta wynosi 536 osób (2769. miejsce w kraju wśród miejscowości; 597. miejsce wśród miast).

## Demografia
| Rok             | 2008 | 2016 | 2024 |
| --------------- | ---- | ---- | ---- |
| Liczba ludności | 557  | 539  | 536  |